# گلناو
گلناو (به آلمانی: Gelenau/Erzgeb.) یک شهر در آلمان است که در ارتسگبیرگسکرایس واقع شده‌است. گلناو ۴٬۷۰۱ نفر جمعیت دارد.